# Japanse bezetting van Nauru

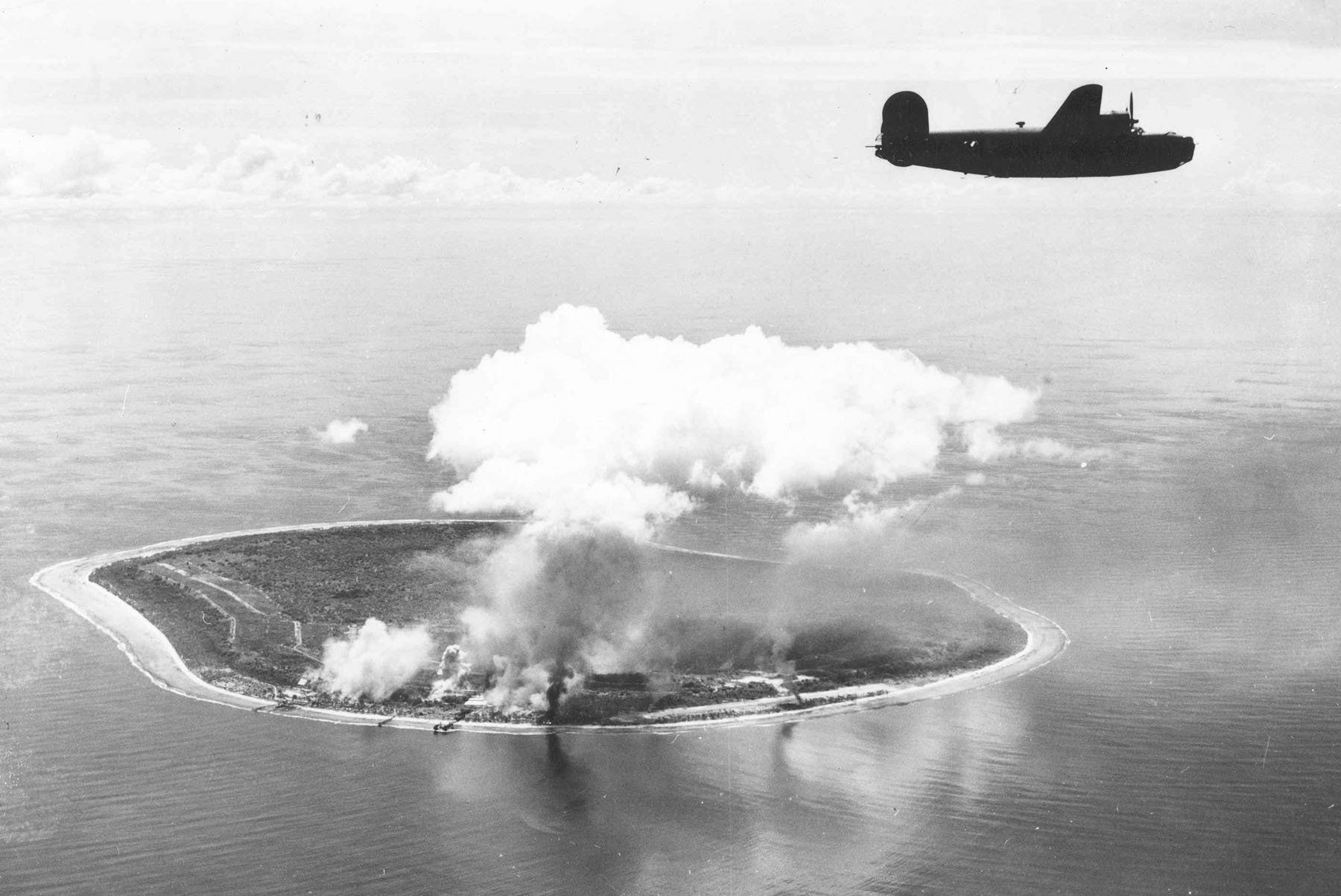
Amerikaans bombardement op Nauru in 1943

De Japanse bezetting van Nauru duurde van 26 augustus 1942 tot 13 september 1945. Het kleine Pacifische eiland Nauru, dat in 1940 3553 inwoners had en door Australië werd geregeerd, werd door Japan veroverd tijdens de Slag om de Salomonseilanden. De verovering van het eiland had twee voordelen: er werd fosfaat gewonnen, en er was een mogelijkheid om een militaire basis met een vliegveld in te richten.
De fosfaatwinning, die in 1906 was begonnen, was gestopt door Duitse aanvallen in december 1940. De Japanse bezetters slaagden er niet in de winning weer op gang te brengen.
Wel bouwden ze een militaire basis voorzien van bunkers, een ondergronds ziekenhuis, en een gecombineerde landingsbaan en startbaan die later uitgegroeid is tot het Reikoariata Republik Naoero, het internationale vliegveld van Nauru (IATA-luchthavencode INU). De basis was van groot belang voor de Japanse verdediging in de Stille Oceaan en werd verschillende keren gebombardeerd door de Amerikaanse luchtmacht. Er werd echter afgezien van een invasie, vanwege de te verwachten verliezen en de geringe militaire waarde van het eiland voor de geallieerden. Nauru was zo een voorbeeld van de Leapfrogging-strategie, waarbij men de Japanse bezetters van sommige eilanden wel neutraliseerde maar verder links liet liggen.
De bevolking van het eiland leed zwaar onder de bezetting. Er heerste hongersnood, en een groot deel van de bevolking werd gedeporteerd naar de Chuukeilanden. Het Japanse regiment op Nauru gaf zich pas over op 13 september 1945, 11 dagen nadat de capitulatie van Japan ondertekend werd. Australië nam het bestuur weer in handen, totdat Nauru in 1968 onafhankelijk werd.

## Bron
Dit artikel of een eerdere versie ervan is een (gedeeltelijke) vertaling van het artikel Occupation japonaise de Nauru op de Franstalige Wikipedia, dat onder de licentie Creative Commons Naamsvermelding/Gelijk delen valt. Zie de bewerkingsgeschiedenis aldaar.